# Jacob Otto von Wobeser
Jacob Otto von Wobeser (* 24. Januar 1738 in Grünwalde; † 7. Januar 1811 in Vieschen) war ein preußischer Kammerdirektor und Landrat.

## Leben

### Herkunft und Familie
Er stammte aus der pommerschen uradligen Familie Wobeser. Seine Eltern waren der preußische Major Johann Jacob von Wobeser (1696–1746) und Elisabeth Juliane, geb. von Seyger a. d. H. Stojentin (1698–1642).
Er vermählte sich 1758 mit Elisabeth von Rexin a.d.H. Schojow (1737–1806). Aus der Ehe sind vier Töchter, von den zwei in den Stand der Ehe gelangten, sowie drei Söhne, die sämtlich Offiziere der preußischen Armee wurden, hervorgegangen. Darunter:
- Juliane von Wobeser (1759–1794), ⚭ Carl von Brauchitsch (1755–1839), preußischer Landstallmeister
- George Wilhelm von Wobeser (1767–1807), Stadtinspektor in Warschau

### Werdegang
Wobeser studierte von 1753 bis 1757 an der Albertus-Universität Königsberg. 1767 verkaufte er seine Güter Bansekow, Dresow und Liepe. Er wurde 1772 Landrat des Kreises Deutsch Krone. 1777 wechselte er als Direktor an die Littauische Kriegs- und Domänen-Kammer in Gumbinnen. Am 21. September 1786 wurde er Direktor der Westpreußische Kriegs- und Domänenkammer in Bromberg. Seine Güter Gattenwerder und Redszic verkaufte er, um mit dem Geld Vieschen einzulösen, das fortan sein Wohngut wurde. Späterhin erwarb er noch Carwen hinzu.